# Bathyplectes quinqueangularis
Bathyplectes quinqueangularis är en stekelart som först beskrevs av Julius Theodor Christian Ratzeburg 1852.  Bathyplectes quinqueangularis ingår i släktet Bathyplectes och familjen brokparasitsteklar. Arten är reproducerande i Sverige. Inga underarter finns listade.